# مدیسون الیوت
مدیسون الیوت (انگلیسی: Maddison Elliott؛ زادهٔ ۳ نوامبر ۱۹۹۸) یک شناگر اهل استرالیا است. او در بازی‌های پارالمپیک تابستانی ۲۰۱۲ لندن، با دستیابی به مدال‌های برنز ۴۰۰ متر زنان و ۱۰۰ متر آزاد، عنوان جوان‌ترین مدال‌آور استرالیایی در پارالمپیک را از آن خود کرد. او همچنین به عنوان یکی از اعضای شرکت‌کننده در شنای ۴ × ۱۰۰ متر آزاد و با امتیاز تیمی ۳۴، جوان‌ترین شناگر دارندهٔ مدال طلا از استرالیا است. او در بازی‌های پارالمپیک تابستانی ۲۰۱۶، به نخستین مدال طلای انفرادی خود دست یافت. وی در مسابقات کشوری و بین‌المللی در مجموع برندهٔ ۱۱ مدال طلا، ۶ مدال نقره، ۳ مدال برنز شده‌است.